# GI-661
La GI-661 és una carretera de la Generalitat de Catalunya, que procedeix, juntament amb la GI-660, de l'antiga carretera comarcal C-856. Les lletres GI corresponen a la demarcació provincial de Girona. Discorre pel terme municipal de Calonge.
Comença el seu traçat a la rotonda de la carretera C-253 amb l'Avinguda de la Unió, d'on arrenca cap al nord-oest, seguint de forma paral·lela la riera de Calonge, a la seva esquerra. Travessa el Pla de Calonge, a l'extrem nord-oest del qual troba l'enllaç amb la carretera C-31. Continua en la mateixa direcció, però en trobar les primeres cases de Calonge gira cap a ponent, i al cap de poc arriba al centre de la vila de Calonge, a l'Avinguda de Sant Jordi, on enllaça amb la carretera GI-660.